# Kucsin

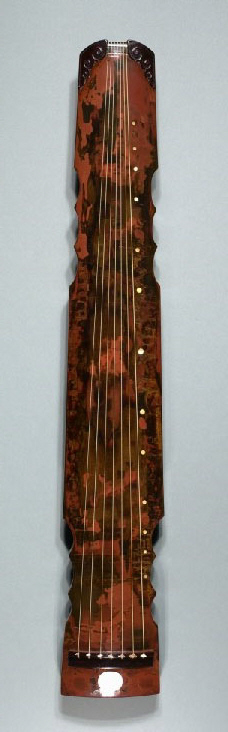
Guqin

A kucsin (古琴; pinjin: gǔqín) egy ősi, héthúros kínai hangszer, a négy ősi kínai népművészet egyike. Születése a 3000 évvel ezelőtt uralkodó Csou-dinasztia idejére tehető.
Az idők folyamán sok történet fűződött a kucsin (guqin) hangszerhez. A zenészeknek az előadás előtt meg kellett fürdeniük, át kellett öltözniük, s csak ezután kezdhették meg az előadást. Előtte füstölőt is gyújtottak, s vagy guggolva a lábon, vagy ülve az asztalon elhelyezett hangszeren játszottak.
Kucsinos (Kuqinos) zenei előadás a Megmaradt kertben, Szucsou (Suzhou) városában